# Lasioglossum cressonii
Lasioglossum cressonii är en biart som först beskrevs av Robertson 1890.  Den ingår i släktet smalbin och familjen vägbin. Inga underarter finns listade i Catalogue of Life.

## Beskrivning
Könsdimorfismen är stor hos denna art.
Hona: Huvud och mellankropp är mässingsfärgade med en grön lyster, bakkroppen svartbrun. Huvudet är brett. Tergiterna (segmenten på bakkroppens ovansida) 1 och 2 är nakna, glänsande, tergit 2 dock med ljus, tät päls på sidorna. Tergiterna 3 och 4 är helt täckta av tät, blekgul päls. Längden är drygt 6 mm.
Hane: Huvud och mellankropp är mörkt olivgröna, delvis med en blåaktig glans; huvudet är smalare än hos honan. Bakkroppen är glänsande, mer eller mindre svart, och endast med tunn, gles behåring. Längd omkring 6 mm.

## Ekologi
Aktivitetsperioden varar mellan mars och oktober.
Arten är polylektisk, den hämtar nektar och pollen från blommande växter tillhöriga många olika familjer, som sumakväxter, järnekssläktet, korgblommiga växter, berberisväxter, korsblommiga växter, ljungväxter, ärtväxter, kransblommiga växter, grobladsväxter, ranunkelväxter, rosväxter och videväxter. Den är en viktig pollinatör av äpple.

### Fortplantning
Lasioglossum cressonii är ett primitivt, socialt bi, där honan producerar flera kullar, varav den första består helt eller till allra största delen av honor, som kommer att fungera som arbetare. Arten bygger bland annat bon i ruttnande trä.

## Utbredning
Arten förekommer i Kanada och USA västerut från Nova Scotia till British Columbia och Washington, samt söderut till Georgia och Colorado.